# Tiago Jonas
Tiago Jonas est un footballeur portugais né le 1er décembre 1983 à Porto (Portugal). Il évolue au poste de défenseur.
Tiago Jonas a joué 32 matchs en 1re division écossaise sous les couleurs de Falkirk.